# Real Club Náutico de Tenerife de Baloncesto
El Real Club Náutico de Tenerife de Baloncesto es la sección de baloncesto del Real Club Náutico de Tenerife, un club de España con sede en Santa Cruz de Tenerife (Islas Canarias). Fue el primer club canario en llegar al baloncesto nacional. Jugó durante once temporadas en 1ª División, siendo hasta la fecha el tercer club de Canarias con más años en la máxima competición tras ser bajado del primer y segundo cajón del pódium por el Club Baloncesto Gran Canaria y el CB Canarias-1939 de La Laguna, respectivamente. Juega sus encuentros como local en el Pabellón Anaga dentro del propio club nauta de la capital isleña, que también cuenta con instalaciones de natación, tenis y muelle deportivo. Actualmente compite en Tercera FEB.

## Historia

### Comienzos, baloncesto regional
La historia de la sección de baloncesto del Real Club Náutico de Tenerife está, sin duda alguna, escrita con letras de oro (aunque no es oro todo lo que reluce). Empezó compitiendo, como otros históricos clubs de la isla, en 1ª Categoría Provincial y la Segunda División del Baloncesto Español, que por aquel entonces tenía un carácter regional, destacando rápidamente y consiguiendo varios campeonatos. En la temporada 1965/66 tras conseguir un nuevo campeonato de Segunda División logra el ascenso a 1ª División, de esta forma se convertía en el primer club de Canarias en llegar al baloncesto nacional.
En 1964/65 fue subcampeón de la Copa del Generalísimo gracias a la invitación a disputarla por haber sido campeón de segunda división.

### Época dorada
Tras el histórico ascenso logrado en una cancha de colegio con el suelo de asfalto y sin cubierta el club estrenaba en la temporada 1966/67 la primera cancha de Canarias cubierta y de parqué. Por el recién estrenado Pabellón, que se ubica dentro de la sede del club, pasaron durante ocho interrumpidos años los equipos más potentes del básquet nacional tales como el Juventut Badalona, C.B.Estudiantes, F. C. Barcelona o Real Madrid. El equipo santacrucero basó su permanencia en la fortaleza como equipo local, aunque la mayoría de las veces (5 de esas 8 temporadas) se vio obligado a jugar los play off de permanencia, y las otras 3 temporadas se libró por poco de tener que jugarla. Estos años consecutivos en la primera división del baloncesto español hizo que la afición tinerfeña se hiciera por inercia baloncestista, dejando a un lado el fútbol, que no ocupó el lugar de primacía en número de seguidores hasta 1990, tras el ascenso del CD Tenerife a primera división.

### Equipo ascensor

Escudo del Club.

Después de ocho años de ensueño el equipo chicharrero desciende a Segunda División, categoría que todavía contaba con un carácter regional. Esa misma temporada 1974/75 queda campeón de Canarias y logra un nuevo ascenso que devolvía la alegría a la afición cestista canaria, pero la nueva aventura en 1ª División no resultaría tan duradera como la anterior y en una sola temporada consumaban su descenso a una Segunda División muy diferente, puesto que ahora contaba con un único grupo a nivel nacional. Cuatro campañas tardó el Náutico en volver a la división de honor del baloncesto español. Durante estas cuatro campañas creció el pique con el otro gran club de la isla el Club Baloncesto Canarias, también vivió el cambio de nombre de la categoría que en 1978/79 pasó a llamarse 1ª División B. El campeonato conseguido en 1979/80 en esta nueva categoría llevaría nuevamente al conjunto nauta a 1ª División. En la vuelta a la máxima categoría del baloncesto nacional el Náutico salvaría la categoría al quedar en la undécima posición (evitando el descenso por un punto). La siguiente campaña la 1981/82 sería histórica pues al  Real Club Náutico se le sumaría el Club Baloncesto Canarias recién ascendido. Fue el primer derbi en máxima categoría que vivió el baloncesto canario. Precisamente esa temporada marcaría el camino de los dos máximos representantes del baloncesto chicharrero y canario por aquellas fechas, pues la primera temporada en 1ª División del Canarias fue también la última para el Náutico, marcando el peor registro en la historia del baloncesto nacional en primera división al finalizar la temporada con una sola victoria (conseguida ante el CB La Salle). No obstante, ambos equipos descendieron esa temporada.

### Final de la hegemonía
Tras décadas siendo la referencia del baloncesto canario el Náutico volvía a 1ª División B, compartiendo categoría con otros club del archipiélago como el CB Claret o el CB Canarias. Cuatro temporadas jugaría el Náutico en la división de plata del baloncesto nacional viendo como el Canarias primero, y el Claret (CB Gran Canaria) después, eran capaces de ascender mientras que el equipo santacrucero tenía cada vez más problemas, sobre todo en el plano económico. Así la temporada 1985/86 fue la última del equipo en la categoría, ya que renunciaría a su plaza al no poder seguir compitiendo en un deporte en el que cada vez primaba más lo económico. El equipo pasaría a competir en el baloncesto regional y apostando por la cantera. Pero un amplio grupo de directivos se negó a perder la plaza y pensando que la historia del baloncesto en Santa Cruz de Tenerife no podía morir y en el historial del equipo que en ese momento contaba con un balance de once años en 1ª División frente a los 3 del CB Canarias (hoy con 13) y a la única temporada del Claret (CB Gran Canaria que hoy cuenta con 26) decidieron crear el Tenerife AB que heredó la plaza de 1ª División B.

### Vuelta al baloncesto regional
Mientras el nuevo equipo Tenerife AB competía en 1ª División B e incluso conseguía ascender a la recientemente creada ACB, el Náutico pasó a dedicarse en cuerpo y alma a su cantera y al baloncesto regional compitiendo hasta la fecha en ligas autonómicas y en alguna ocasión esporádica en Liga EBA como en la 2011/12 en la que acabó en una meritoria décima posición. Pese a la buena campaña realizada el equipo nauta no mantuvo la categoría, ya que decidió renunciar a ella por los sobre costes que le imponía.  Lejos de la atención mediática de antaño del que fuera precursor del baloncesto en las islas el equipo sigue compitiendo y sobre todo formando jugadores.

### Historial Liga
| Temporada | Categoría                   | Nivel | Puesto | Balance | Playoff          | Copa del Rey            |
| 1951-1952 | 1ª Categoría Provincial     | 2     | -      |         |                  |                         |
| 1952-1953 | 1ª Categoría Provincial     | 2     | 4.º    |         |                  |                         |
| 1953-1954 | 1ª Categoría Provincial     | 2     | 4.º    |         |                  |                         |
| 1954-1955 | 1ª Categoría Provincial     | 2     | -      |         |                  |                         |
| 1955-1956 | 1ª Categoría Provincial     | 2     | 2.º    |         |                  |                         |
| 1956-1957 | 1ª Categoría Provincial     | 2     | 1.º    |         |                  |                         |
| 1957-1958 | Segunda División            | 2     | 3.º    |         |                  |                         |
| 1958-1959 | Segunda División            | 2     | -      |         |                  |                         |
| 1959-1960 | Segunda División            | 2     | -      |         |                  |                         |
| 1960-1961 | Segunda División            | 2     | -      |         |                  |                         |
| 1961-1962 | Segunda División            | 2     | -      |         |                  |                         |
| 1962-1963 | Segunda División            | 2     | -      |         |                  |                         |
| 1963-1964 | Segunda División            | 2     | -      |         |                  |                         |
| 1964-1965 | Segunda División Grupo XIII | 2     | 1.º    |         |                  | Subcampeón Copa del Rey |
| 1965-1966 | Segunda División Grupo XIII | 2     | 1.º    |         |                  |                         |
| 1966-1967 | 1ª División                 | 1     | 8.º    | 8-12    |                  | Cuartos de final        |
| 1967-1968 | 1ª División                 | 1     | 10.º   | 5-15    | PO Desceno (1-1) |                         |
| 1968-1969 | 1ª División                 | 1     | 10.º   | 7-15    | PO Desceno (1-1) |                         |
| 1969-1970 | 1ª División                 | 1     | 10.º   | 6-16    | PO Desceno (1-1) |                         |
| 1970-1971 | 1ª División                 | 1     | 7.º    | 9-13    |                  |                         |
| 1971-1972 | 1ª División                 | 1     | 9.º    | 7-15    |                  |                         |
| 1972-1973 | 1ª División                 | 1     | 14.º   | 10-1-19 | PO Desceno (2-0) | Cuartos de final        |
| 1973-1974 | 1ª División                 | 1     | 12.º   | 8-1-19  | PO Desceno (1-1) |                         |
| 1974-1975 | Segunda División Grupo C    | 2     | 1.º    |         |                  |                         |
| 1975-1976 | 1ª División                 | 1     | 11.º   | 10-1-21 |                  |                         |
| 1976-1977 | Segunda División            | 2     | 7.º    |         |                  |                         |
| 1977-1978 | Segunda División            | 2     | 12.º   |         |                  |                         |
| 1978-1979 | 1ª División B               | 2     | 7.º    | 10-12   |                  |                         |
| 1979-1980 | 1ª División B               | 2     | 1.º    | 23-1-6  |                  |                         |
| 1980-1981 | 1ª División                 | 1     | 11.º   | 9-1-16  |                  |                         |
| 1981-1982 | 1ª División                 | 1     | 14.º   | 1-25    |                  | Octavos de final        |
| 1982-1983 | 1ª División B               | 2     | 5.º    | 16-10   |                  |                         |
| 1983-1984 | 1ª División B               | 2     | 7.º    | 13-13   |                  |                         |
| 1984-1985 | 1ª División B               | 2     | 7.º    | 13-13   |                  |                         |
| 1985-1986 | 1ª División B               | 2     | 8.º    | 10-18   |                  |                         |
| 1986-1987 | 2ª División                 | 3     |        |         |                  |                         |
| 1987-1988 | 2ª División                 | 3     |        |         |                  |                         |
| 1988-1989 | 2ª División                 | 3     |        |         |                  |                         |
| 1989-1990 | 2ª División                 | 3     |        |         |                  |                         |
| 1990-1991 | 2ª División                 | 3     |        |         |                  |                         |
| 1991-1992 | 2ª División                 | 3     |        |         |                  |                         |
| 1992-1993 | 2ª División                 | 3     |        |         |                  |                         |
| 1993-1994 | 2ª División                 | 3     | 2.º    |         |                  |                         |
| 1994-1995 | 2ª División                 | 3     | 1.º    |         |                  |                         |
| 1995-1996 | 2ª División                 | 3     | 2.º    |         |                  |                         |
| 1996-1997 | 2ª División                 | 4     | 5.º    |         |                  |                         |
| 1997-1998 | 2ª División                 | 4     | 2.º    |         |                  |                         |
| 1998-1999 | 1ª División Autonómica      | 4     |        |         |                  |                         |
| 1999-2000 | 1ª División Autonómica      | 4     |        |         |                  |                         |
| 2000-2001 | 1ª División Autonómica      | 5     |        |         |                  |                         |
| 2001-2002 | 1ª División Autonómica      | 5     |        |         |                  |                         |
| 2002-2003 | 1ª División Autonómica      | 5     |        |         |                  |                         |
| 2003-2004 | 1ª División Autonómica      | 5     |        |         |                  |                         |
| 2004-2005 | 1ª División Autonómica      | 5     |        |         |                  |                         |
| 2005-2006 | Liga EBA Grupo B            | 4     | 15.º   | 6-24    |                  |                         |
| 2006-2007 | 1ª División Autonómica      | 5     | 4.º    |         | semifinal        |                         |
| 2007-2008 | 1ª División Autonómica      | 6     | 1.º    | 18-2    | 2.º              |                         |
| 2008-2009 | Liga EBA Grupo B            | 5     | 12.º   | 11-17   |                  |                         |
| 2009-2010 | 1ª División Autonómica      | 5     | 4.º    | 17-5    | 4.º              |                         |
| 2010-2011 | 1ª División Autonómica      | 5     | 1.º    | 15-3    | 2.º              |                         |
| 2011-2012 | Liga EBA Grupo B            | 4     | 10.º   | 12-18   |                  |                         |
| 2012-2013 | 1ª División Autonómica      | 5     | 2.º    | 11-3    | 1.º              |                         |
| 2013-2014 | Liga EBA Grupo B            | 4     | 1º     | 22-8    | 5.º (2-1)        |                         |
| 2014-2015 | Liga EBA Grupo B            | 4     | 10.º   | 9-17    |                  |                         |
| 2015-2016 | Liga EBA Grupo B            | 4     | 5.º    | 16-10   |                  |                         |
| 2016-2017 | Liga EBA Grupo B            | 4     | 6.º    | 20-10   |                  |                         |
| 2017-2018 | Liga EBA Grupo B            | 4     | 6.º    | 15-15   |                  |                         |
| 2018-2019 | Liga EBA Grupo B            | 4     | 5.º    | 20-10   |                  |                         |
| 2019-2020 | Liga EBA Grupo B            | 4     | 4.º    | 14-10   |                  |                         |
| 2020-2021 | Liga EBA Grupo B            | 4     | 8.º    | 9-9     |                  |                         |
| 2021-2022 | Liga EBA Grupo B            | 4     | 4.º    | 17-13   | 7.º (2-2)        |                         |
| 2022-2023 | Liga EBA Grupo BA           | 4     | 4.º    | 17-9    |                  |                         |
| 2023-2024 | Liga EBA Grupo BB           | 4     | 4.º    | 18-8    |                  |                         |
| 2024-2025 | Tercera FEB Grupo BB        | 4     | 5.°    | 15-11   |                  |                         |

| Leyenda                |
| Primer Nivel Nacional  |
| Segundo Nivel Nacional |
| Tercer Nivel Nacional  |
| Cuarto Nivel Nacional  |
| Primer Nivel Regional  |

### Datos del Club
- 11 Temporadas en Primer Nivel Nacional
  - 11 Temporada en 1ª División
- 8 Temporadas en Segundo Nivel Nacional
  - 6 Temporadas en 1ª División B
  - 2 Temporadas en 2ª División
- 0 Temporadas en Tercer Nivel Nacional
- 14 Temporadas en Cuarto Nivel Nacional
  - 13 Temporadas en Liga EBA
  - 1 Temporada en Tercera FEB
- 1 Temporada en Quinto Nivel Nacional
  - 1 Temporada en Liga EBA
- 40  Temporadas  Primer Nivel Regional
  - 12 Temporadas en   1ª División Autonómica
  - 22 Temporadas en   Segunda División Canarias
  - 6 Temporadas en Primera Provincial

## Cantera
El equipo Nauta ha sido siempre uno de los mayores exponentes de la gran cantera baloncestista de Tenerife. Muestra de ello son los más de 300 jugadores que forman parte del club desde minibasket hasta las categorías sénior tanto masculinas como femeninas. Otro ejemplo de la labor de cantera del club es el hecho de que esta temporada 2011/12 cuenten con 4 equipos sénior, uno en Liga EBA, uno en 1ªAutonómica, otro en 2ª Autonómica y finalmente otro en la Liga Sub-23.

## Pabellón
El R. C. Náutico juega sus encuentros como local en el Pabellón de Anaga dentro de las instalaciones de este club privado. El pabellón se estrenó en la temporada 1966/67 con el primer ascenso del club a 1ª División. Antes de eso el equipo competía en una cancha descubierta de un colegio de la ciudad.